# Langschwanztauben
Die Langschwanztauben (Reinwardtoena) sind eine Gattung der Taubenvögel. Die Gattung kommt ausschließlich in Südostasien vor und umfasst nur drei Arten. Verwandtschaftlich stehen sie den Kuckuckstauben nahe und zählen wie diese zur Unterfamilie Columbinae. Die Gattung ist nach dem deutschen Naturwissenschaftler Caspar Georg Carl Reinwardt benannt.

## Erscheinungsbild
Langschwanztauben sind mittelgroße bis große Taubenvögel und erreichen eine Körperlänge zwischen 40 und 50 Zentimetern. Bei allen drei Arten ist der Schwanz im Verhältnis zur Körpergröße lang und das Gefieder farblich stark kontrastierend. Bei der Rotbraunen Reinwardttaube ist beispielsweise die Oberseite kastanienbraun, der Kopf und der Hals sind hellgrau. Bei der Schwarzen Reinwardttaube und der Salomonen-Schopftaube ist die Körperoberseite schwarz, Gesicht und Brust dagegen fast weiß (Schwarze Reinwardttaube), beziehungsweise silbrig blaugrau bis rötlich hellgrau.
Alle drei Arten haben im Vergleich zu den Kuckuckstauben dickere und größere Schnäbel. Besonders ausgeprägt ist dies bei der Salomonen-Schopftaube. Bei dieser Art ist der Schnabel dicker als bei den anderen zwei Arten, außerdem ist bei ihr der Oberschnabel an der Spitze hakenförmig nach unten gebogen. Die Salomonentaube weicht in ihrem Erscheinungsbild etwas von den zwei anderen Arten ab und wurde noch bis in die 1960er Jahre in eine eigene Gattung Coryphoenas gestellt. Ihre Kopf- und Nackenfedern sind stark verlängert und gleichen so dem Schopf der Spitzschopftaube (Ocyphaps lophotes).

## Verbreitung und Lebensraum
Langschwanztauben sind auf den Salomonen, Maluku, Neubritannien sowie Neuguinea und den daran angrenzenden Inseln beheimatet. Es sind waldbewohnende Arten. Die Rotbraune Reinwardttaube kommt in Gebirgswäldern bis 3.500 Meter über NN vor. Auch die Salomonen-Schopftaube bewohnt Hügelwälder. Über die von der Schwarzen Reinwardttaube genutzten Lebensräume ist dagegen so gut wie nichts bekannt.

## Verhalten
Wie die meisten Wildtauben sind auch die Langschwanztauben bodenbewohnend. Von der Rotbraunen Reinwardttaube sind bislang nur Nester in Felshöhlen oder auf Felsvorsprüngen bekannt. Für die anderen beiden Arten fehlen verlässliche Freilandbeobachtungen.

## Arten
Folgende drei Arten werden zu den Langschwanztauben gerechnet:
- Rotbraune Reinwardttaube (Reinwardtoena reinwardtsi)
- Schwarze Reinwardttaube (Reinwardtoena browni)
- Salomonen-Schopftaube (Reinwardtoena crassirostris)

## Belege